# Лиз Кеслър
Лиз Кеслър (на английски: Liz Kessler) е английска журналистка и писателка на произведения в жанра детска литература, фентъзи и юношески любовен роман.

## Биография и творчество
Родена е на 15 октомври 1966 г. в Саутпорт, Англия. Има брат и сестра.
Завършва с бакалавърска степен английски език в университета Лъфбъроу, а след това получава педагогическа квалификация в университета в Кийл. След дипломирането си работи като преподавател по английски език. Преследвайки мечтата си да пише, получава магистърска степен по творческо писане от университета на Манчестър. Работи като журналист в местни и регионални вестници в Йорк и Манчестър. През 1999 г. решава да напише книга и взема една година почивка.
Първият ѝ роман „Опашката на Емили“ от поредицата „Емили Уиндснап“ е издаден през 2001 г. и представя приключенията на 12-годишната Емили, която във водата има опашка на русалка. Поредицата е предназначена за деца между 4 и 7 години, получава висок читателски интерес, и е включена в списъка на бестселърите на „Ню Йорк Таймс“.
Лиз Кеслър живее в Сейнт Айвс, Корнуол.

## Произведения

### Самостоятелни романи
- A Year without Autumn (2011)
- North of Nowhere (2013)
- Has Anyone Seen Jessica Jenkins? (2014)
- Read Me Like A Book (2015)
- Haunt Me (2016)

### Серия „Емили Уиндснап“ (Emily Windsnap)
1. The Tail of Emily Windsnap (2001)
Опашката на Емили, изд. „Тонипрес – АЙ“ (2010), прев. Лазар Лазаров
2. Emily Windsnap and the Monster from the Deep (2004)
Емили и чудовището от дълбините, изд. „Тонипрес – АЙ“ (2010), прев. Артур Аракелян и Нели Стефанова
3. Emily Windsnap and the Castle in the Mist (2006)
4. Emily Windsnap and the Siren's Secret (2009)
5. Emily Windsnap and the Land of the Midnight Sun (2012)
6. Emily Windsnap and the Ship of Lost Souls (2015)
7. Emily Windsnap and the Falls of Forgotten Island (2018)
8. Emily Windsnap and the Pirate Prince (2019)
9. Emily Windsnap and the Tides of Time (2020)

### Серия „Филипа Фишер“ (Philippa Fisher)
1. Philippa Fisher's Fairy Godsister (2008)
2. Philippa Fisher and the Dream-maker's Daughter (2009)
3. Philippa Fisher and the Stone Fairy's Promise (2010)

### Серия „Попи“ (Poppy)
1. Poppy the Pirate Dog's New Shipmate (2013)
Попи кучето пират, изд. „Арт Етърнал Синема“ (2014), прев. Цветелина Петкова
2. Poppy the Pirate Dog and the Missing Treasure (2015)